# Dolní Fořt
Dolní Fořt (něm. Niederforst, Nieder-Forst, Nieder Forst) je malá vesnice (osada), která je částí obce Uhelná. Skládá se ze dvou skupin domů – Dolní Fořt Mlatci-Zahradníci (něm. Niederforst Dreschgärtner) a Dolní Fořt Domkáři (něm. Niederforst Pribnerleuten) – na sever a severovýchod od Uhelné. Na katastrálním území Dolní Fořt leží i osada a místní část Horní Fořt.

## Historie
Název "Fořt" je odvozen od německého "Forst" ve smyslu hájený les. V místě tohoto "Dolního lesa" se již roku 1372 připomíná dvůr patřící vratislavskému biskupství. Část tohoto dvora byla roku 1557 rozparcelována mezi nové osadníky a podle tehdejšího majitele dvora Pribnera byla nazvána Pribnerovi lidé - Pribnerleute(n), česky později Domkáři. Druhá část Dolního Fořtu vznikla vyklučením a rozdělením části biskupského lesa v roce 1569 mezi mlatce-zahradníky (Dreschgärtner), po nichž byla pojmenována.
Oba díly Dolního Fořtu, Domkáři i Mlatci Zahradníci, byly výsostně zemědělské, jejich obyvatelé obdělávali polnosti spíše drobného rozsahu. Až do konce patrimoniální správy roku 1850 zůstaly v majetku vratislavského biskupa v rámci jeho panství Jánský Vrch. Poté byly přičleněny jako dvě oddělené osady k obci Uhelná, na niž stavebně přímo navazují a s níž sdílely další osudy. Osada Dolní Fořt Domkáři se po roce 1950 úředně neuvádí a počítala se za součást osady Dolní Fořt Mlatci Zahradníci, od 23. listopadu 1990 nazvané prostě Dolní Fořt.
Roku 1836 bylo v části Domkáři 36 domů a v části Mlatci Zahradníci 15, přibližně stejně i o sto let později. Roku 2001 bylo v obou částech napočteno celkem 22 domů.

### Vývoj počtu obyvatel
Počet obyvatel Dolního Fořtu podle sčítání nebo jiných úředních záznamů:
| Rok            | 1836 | 1869 | 1880 | 1890 | 1900 | 1910 | 1921 | 1930 | 1950 | 1961 | 1970 | 1980 | 1991 | 2001 |
| -------------- | ---- | ---- | ---- | ---- | ---- | ---- | ---- | ---- | ---- | ---- | ---- | ---- | ---- | ---- |
| Počet obyvatel | 254  | 278  | 292  | 280  | 228  | 226  | 218  | 203  | 116  | 123  | 96   | 66   | 43   | 57   |

1. ↑  z toho: Dolní Fořt Domkáři 133, Dolní Fořt Mlatci Zahradníci 121
2. ↑  z toho: Dolní Fořt Domkáři 170, Dolní Fořt Mlatci Zahradníci 56
3. ↑  z toho: 2 Čechoslováci, 192 Němců; 203 řím. kat.
4. ↑  z toho: Dolní Fořt Domkáři 142, Dolní Fořt Mlatci Zahradníci 61

V Dolním Fořtu je evidováno 33 adres : 30 čísel popisných (trvalé objekty) a 3 čísla evidenční (dočasné či rekreační objekty). Při sčítání lidu roku 2001 zde bylo napočteno 22 domů, z toho 14 trvale obydlených.

## Fotogalerie

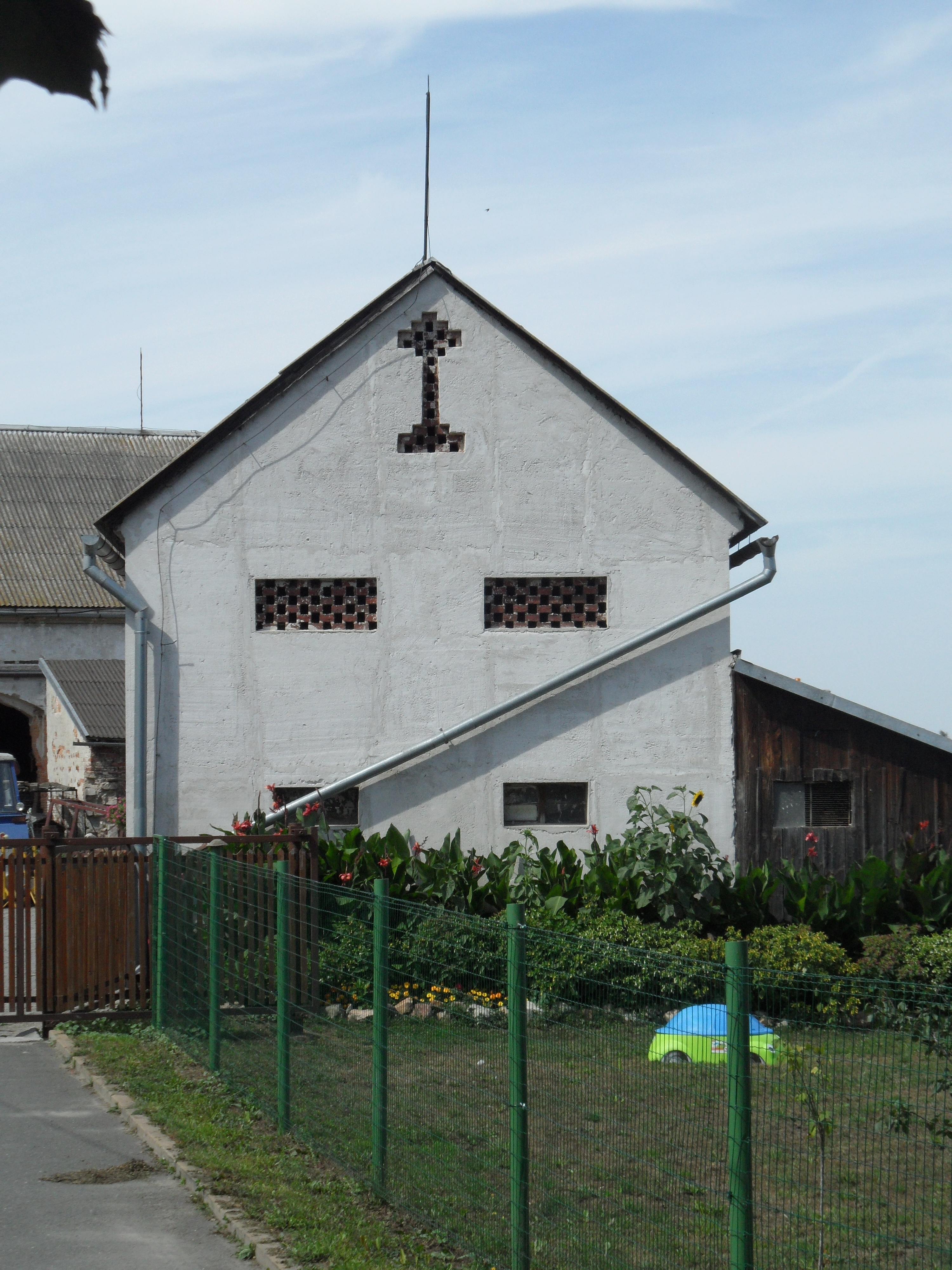
Dům
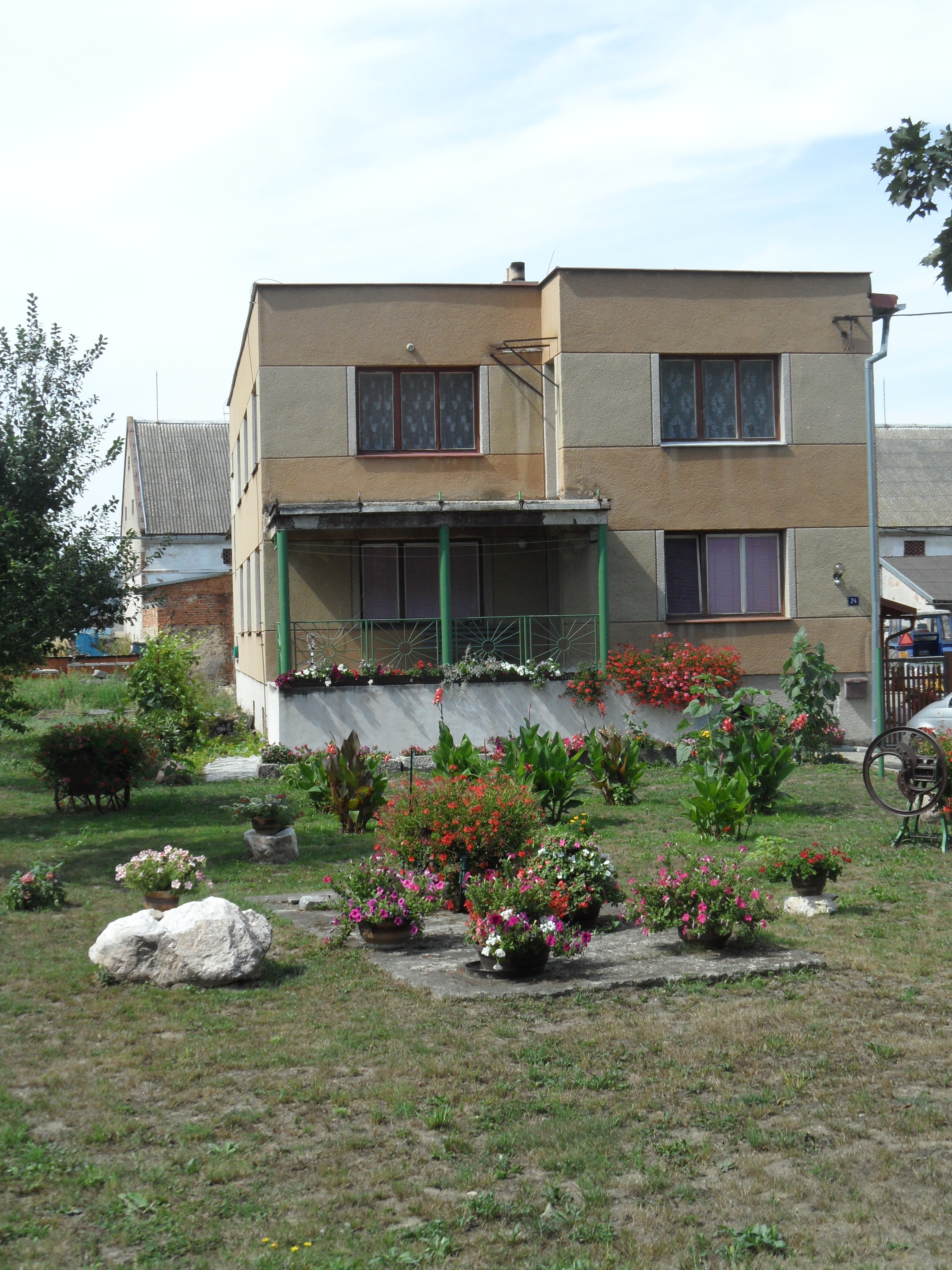
Rodinný dům
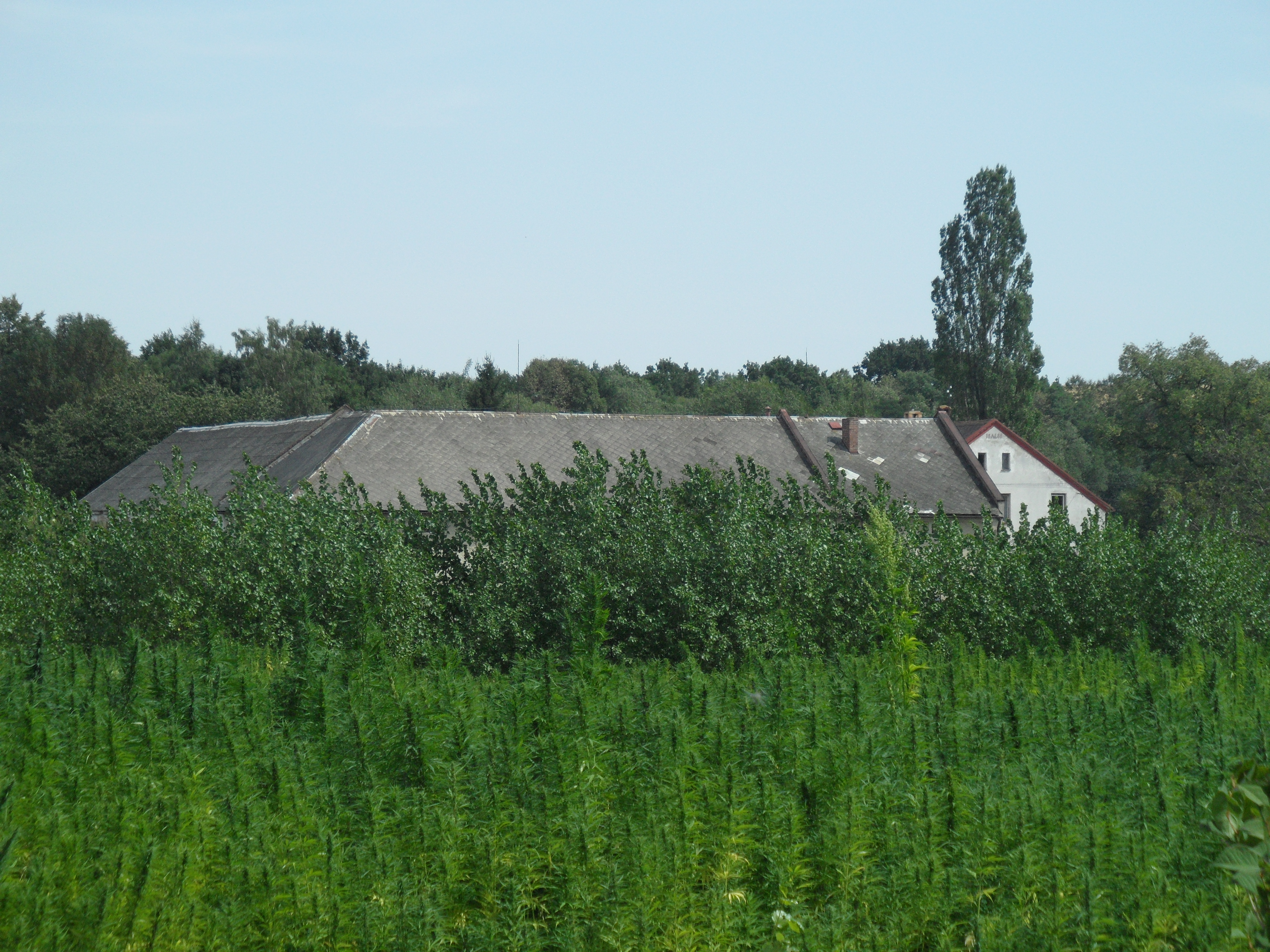
Hospodářská usedlost
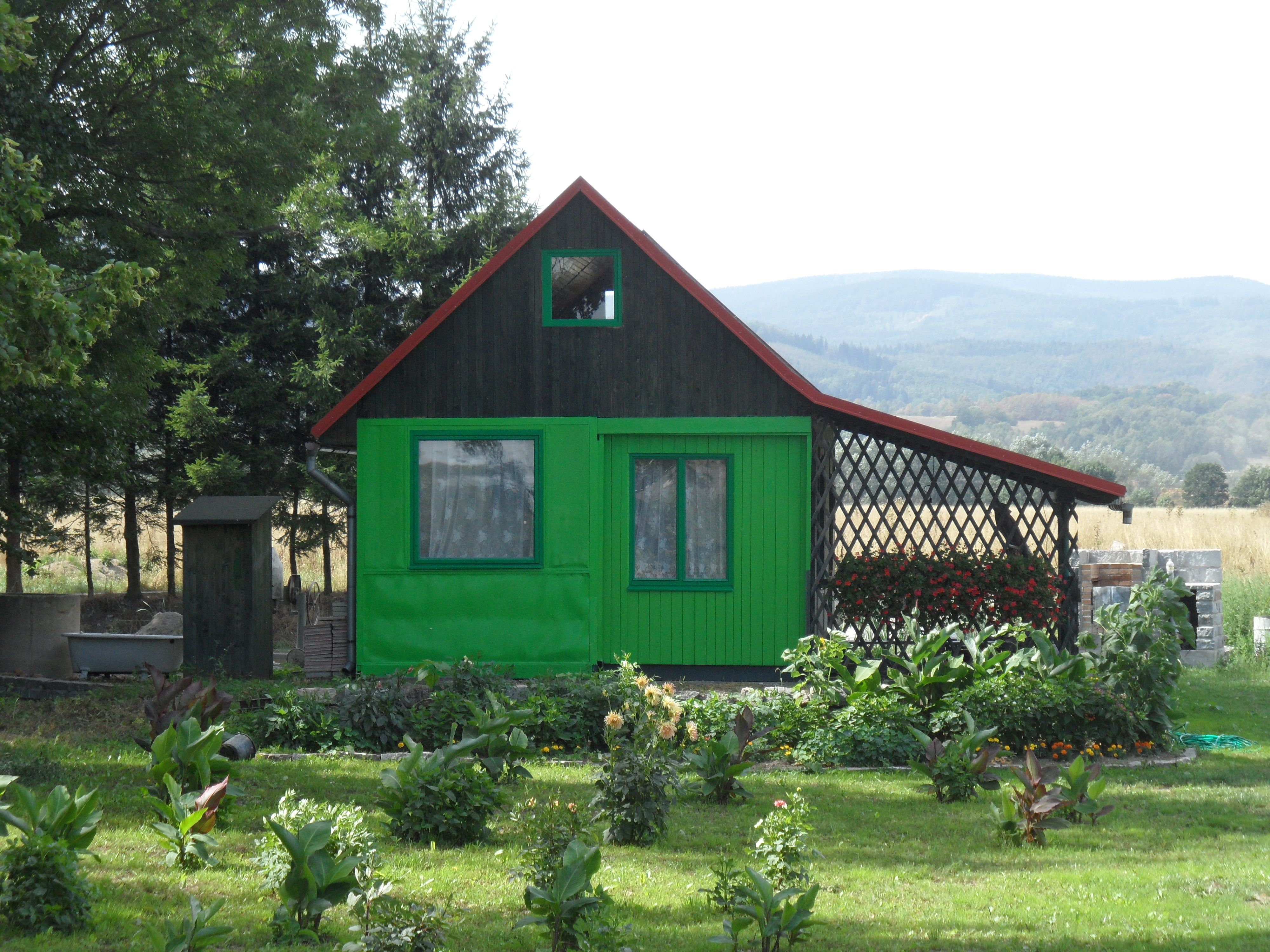
Zahradní domek
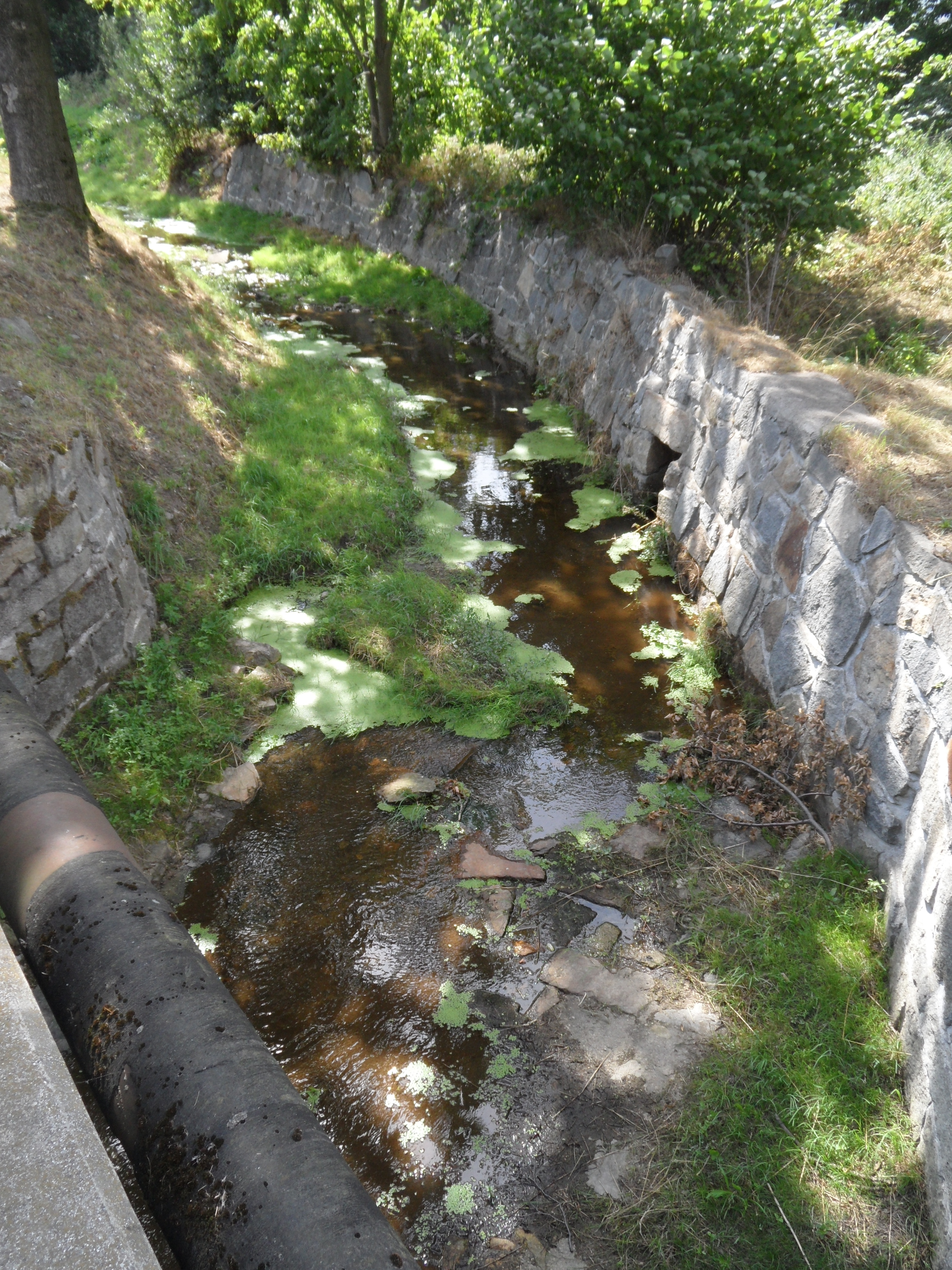
Lánský potok